# Steinstücken
Steinstücken est un hameau d’environ 300 habitants proche de Potsdam, dans la banlieue sud de Berlin dans l’arrondissement berlinois de Steglitz-Zehlendorf, dans le quartier de Wannsee. Durant la division de l’Allemagne de 1949 à 1990, Steinstücken était une enclave de Berlin-Ouest en Allemagne de l’Est (RDA), reliée à la zone occupée par les Alliés occidentaux par un couloir. La taille du territoire est d’environ un kilomètre d’est en ouest sur 300 mètres nord-sud.

## Origine de l’enclave
L’enclavement débute à partir de 1787 lorsque les agriculteurs du village voisin de Stolpe acquirent des parcelles de terre en dehors de leur commune. Plus tard, Stolpe fut rattachée à la municipalité de Wannsee qui hérita ainsi de l’enclave de Steinstücken. En 1920 Wannsee devint partie de Berlin, Steinstücken donc devient une enclave berlinoise. Jusqu’en 1945, cette situation d’enclave était anodine ; la vie quotidienne était intégrée dans le quartier de Babelsberg à Potsdam qui entoure Steinstücken.

## Durant la Guerre froide
À la fin de la Seconde Guerre mondiale en 1945, la limite de Berlin-Ouest devint une ligne de démarcation entre la zone Soviétique et les zones occupées par les Alliés occidentaux (États-Unis, Royaume-Uni, France). Pendant les premières années, la frontière restait encore ouverte.
Après l’intensification de la guerre froide (le blocus de Berlin-Ouest et la création des deux États allemands : la RDA et la RFA), la limite extérieure de Berlin-Ouest se changea en rideau de fer. Le territoire de Steinstücken rattaché à Berlin-Ouest demeura alors enclavé dans la RDA.
Les forces militaires d’Allemagne de l’Est tentèrent en 1951 d’annexer Steinstücken avant finalement de se retirer après la contestation des États-Unis. Après cette tentative d’annexion, l’accès des habitants aux zones de la RDA environnantes fut interdit. Le seul accès possible vers l’extérieur se fit via deux points de contrôle est-allemands et une route d’environ un kilomètre jusqu’à Berlin-Ouest. Pour l’ensemble de leurs activités (travail, scolarité, loisirs), les habitants devaient donc passer par ces points de contrôle.
À la construction du mur de Berlin en 1961, l’enclave de Steinstücken, entourée par de simples fils de fer barbelé, devint l’endroit de nombreuses tentatives d’évasion d'Allemands de l'est ; ainsi, plus de vingt gardes-frontières est-allemands partirent vers l’Ouest. Les autorités est-allemandes entreprirent rapidement de construire un mur spécifique autour de Steinstücken pour endiguer les évasions.
Après la visite de Lucius D. Clay le 21 septembre, un poste militaire américain fut installé avec des relèves régulières de soldats transportées par hélicoptère dans l’enclave. Aujourd’hui, un mémorial de la piste d’atterrissage des hélicoptères témoigne des circonstances de l’approvisionnement en garnison de Steinstücken.

## Recours au corridor
Afin d’atténuer les contraintes difficiles des habitants de Steinstücken, une route reliant Steinsücken à Kohlhasenbrück en Berlin-Ouest fut construite en 1972 et nécessita un échange de territoire entre Berlin-Ouest et l’Allemagne de l’Est accepté le 3 septembre 1971 par les quatre forces d’occupation : l’URSS, les États-Unis, le Royaume-Uni et la France. En retour, Berlin-Ouest céda à l’Allemagne de l’Est six enclaves inhabitées et 4 000 000 marks ouest-allemands. La Bernhard-Beyer-Straße fut construite dans ce couloir emmuré permettant aux résidents de Steinstücken de se rendre librement à Berlin-Ouest.
Un pont faisant partie du corridor posa problème car les voies ferrées de la Deutsche Reichsbahn (compagnie ferroviaire est-allemande) passaient dessous, mais un compromis permit d’attribuer à cet endroit la superposition des territoires de Berlin-Ouest et de l’Allemagne de l’Est.

## À la chute du Mur de Berlin
Les fortifications du Rideau de fer ont été supprimées après la chute du Mur de Berlin. La vie quotidienne des résidents de Steinstücken est redevenue normale et s’est ouverte vers le quartier de Babelsberg. La télévision de Berlin a diffusé en 2005 un film retraçant l’histoire de Steinstücken durant la Guerre Froide.

## Curiosités
- Mémorial de la piste d'atterrissage pour hélicoptère à la fin de la route.
- Le zoo pour enfants de Steinstücken
- Les vestiges de l'ancienne auberge de campagne pigeon
- Le Mur de Berlin découpé en morceaux de pierre.